# Cidonia (Antigua Grecia)
Cidonia (en griego Κυδωνία, en latín Cydonia) fue una de las principales ciudades antiguas de Creta. Estaba situada en la costa noroeste, en la región de la actual ciudad de La Canea.
El lugar exacto de Cidonia era desconocido hasta que Robert Pashley lo descubrió basándose solamente en el estudio de literatura antigua. Cidonia se centró en el área de la colina Kastelli. El yacimiento arqueológico fue nombrado en 2025 Patrimonio de la Humanidad por la UNESCO, junto a otros lugares de la cultura minoica. Los principales objetos hallados de la antigua ciudad de Cidonia se albergan en el Museo Arqueológico de La Canea.

## Mitología
En la mitología griega, Cidonia fue fundada por Cidón, un hijo de Hermes y de Acacálide, la hija del rey Minos. Según otra versión, Cidón era hijo de Tegeates, el epónimo de Tegea. Otra tradición señala que Minos había sido el fundador de Cidonia.

## Historia

### Edad del Bronce
En el territorio de Cidonia se han hallado vestigios de asentamientos de todas las fases del periodo minoico. Sufrió una destrucción hacia el año 1450 a. C. pero luego, a partir de 1400 a. C., coincidiendo con el auge de la civilización micénica volvió a florecer hasta otra nueva destrucción. En las tablillas de lineal B aparece ya documentado el nombre arcaico de Cidonia bajo la forma Ku-do-ni-ja y, dado que la mayor parte de las jarras de estribo de esta época de Grecia continental procedían de esta área, se cree que era un centro comercial de primer orden. Un aspecto discutible es si en esta época micénica Cidonia era el centro de un reino independiente o si, en cambio, dependía de Cnosos.

### Épocas arcaica, clásica, helenística y romana
En la época arcaica, los cidones aparecen mencionados en la Odisea de Homero; sin embargo, la ciudad de Cidonia no es mencionada expresamente en el Catálogo de las naves de la Ilíada entre las ciudades cretenses que enviaron naves a la Guerra de Troya. 
Según Heródoto, Cidonia fue refundada hacia el año 524 a. C. por habitantes de Samos que habían emprendido una expedición para echar a los zacintios de la isla. Estos samios permanecieron allí durante cinco años en los que erigieron un templo a Dictina y varios santuarios, hasta que fueron reducidos a la esclavitud por una expedición procedente de Egina.
Según indica Estrabón, Gortina y Cnosos se disputaron la hegemonía de Creta, y las dos ciudades se enfrentaron frecuentemente. En esos enfrentamientos normalmente el apoyo de Cidonia hacia uno de los dos bandos resultaba decisivo para el resultado de la contienda. En el año 429 a. C., durante la guerra del Peloponeso, los atenienses, asesorados por el próxeno de Gortina arrasaron Cidonia, con ayuda de los policnitas.
En el 343 a. C. el general focidio Falecos atacó la ciudad, pero fue derrotado durante el asedio.
Durante una guerra que se produjo entre Cnosos y Lictos hacia 221-219 a. C., Cidonia era aliada de Cnosos y fue asediada por los polirrenios, los lapeos y sus aliados, que contaban además con ayuda de la Liga Aquea y de Filipo V de Macedonia. A causa de este asedio, Cidonia fue forzada a abandonar su alianza con Cnosos.
En el año 170/169 a. C. Cidonia rompió un pacto de amistad que tenía con Apolonia, y sus tropas ocuparon por la fuerza Apolonia, asesinaron a los hombres, saquearon la ciudad y se repartieron las tierras de cultivo.
Por aquellos años, para protegerse de la amenaza de Gortina, Cidonia había concertado un pacto con Eumenes II de Pérgamo, quien les envió 300 hombres bajo el mando de Leonte.
Durante la guerra entre Creta y los romanos, en el año 66 a. C., los cretenses estaban dirigidos por Lástenes y Panares, y los romanos por Quinto Cecilio Metelo; la primera batalla de la conquista de la isla se libró en territorio de Cidonia, y Metelo venció. Cidonia fue entregada a los romanos por Panares.
En el año 30 a. C. fue declarada libre por Octavio Augusto como pago por la ayuda de sus habitantes en la guerra contra Marco Antonio.

### Periodos bizantino, árabe y veneciano
Cidonia aparece citada en la lista de 22 ciudades de Creta del geógrafo bizantino del siglo VI Hierocles. A este primer periodo bizantino pertenecen los restos de una gran basílica cristiana y de un muro de fortificación que completaba las defensas naturales proporcionadas por la colina de Kasteli.
Entre 823 y 961 el lugar fue asediado y ocupado por los árabes.
Entre 961 y 1252 tuvo lugar una segunda época bizantina, y a partir de esa fecha, Cidonia pasó a estar bajo dominio veneciano. Se reconstruyó la ciudad y el muro defensivo y con el tiempo, dado que la ciudad creció y se expandió fuera de los muros, se construyeron nuevas fortificaciones, monasterios e importantes mansiones.

### Periodo otomano y época actual
En 1645 se produjo la ocupación por el imperio otomano. Algunas iglesias y monasterios se convirtieron en mezquitas y se fundaron nuevas mezquitas y baños públicos. Tras un breve periodo de dominio egipcio entre 1830 y 1840, los turcos volvieron a controlar la isla, y La Canea se convirtió en sede del gobernador turco de Creta. A finales del siglo XIX se iniciaron una serie de acciones revolucionarias tendentes a lograr la unión con Grecia. De esta forma, se logró primero una autonomía parcial de la isla a partir de 1878, y la unión definitiva con Grecia en 1913. La Canea siguió siendo el centro administrativo de Creta hasta 1927.
Como curiosidad, la palabra melocotón procede del latín malum cotoneum/cydonium malum, a su vez del griego antiguo κυδώνιον μῆλον, kydonion melon "manzana de Cidonia", que significa membrillo, el árbol en el que suele injertarse el melocotón para producir mejores variedades.

## Arqueología

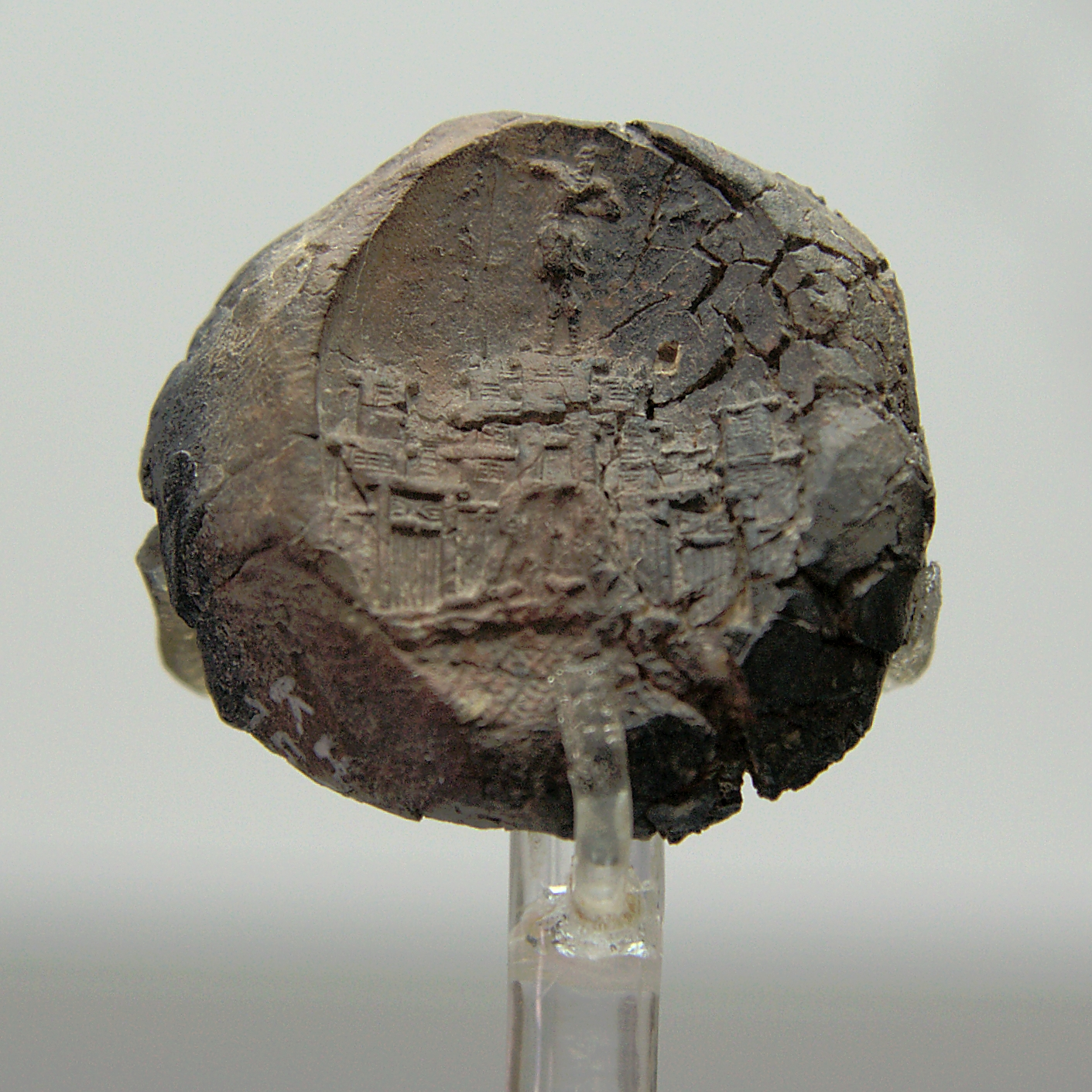
Impresión de un sello minoico, conocido como el «señor de Janiá». Se conserva en el Museo Arqueológico de La Canea.

A diferencia de otros centros importantes de la civilización minoica, la ciudad moderna de Janiá está construida encima del lugar en el que estaba la antigua ciudad de Cidonia, lo que complica los trabajos arqueológicos. De hecho, no se ha podido encontrar una estructura arquitectónica similar a los palacios minoicos de otros lugares de Creta.
En la plaza de Ayia Ekaterini, las primeras excavaciones del yacimiento arqueológico se realizaron en 1964, y fueron dirigidas por Yannis Tzedakis. Desde la década de 1970 se encuentran a cargo del Eforato de Antigüedades de La Canea, junto con el Instituto Arqueológico Sueco de Atenas. Desde 2010, participa también el Instituto Danés de Atenas. Aquí se han hallado restos de un área residencial minoica que incluye un edificio completo que tenía dos plantas, así como parte de otros tres, calles y espacios públicos abiertos. Se han encontrado numerosos sellos, joyas, vasijas, pesas de telar y también tablillas con inscripciones en lineal A. Uno de los objetos más destacados es una impresión de un anillo de sello, conocido como el «señor de Janiá». Esta área sufrió una destrucción hacia 1450 a. C. pero inmediatamente fue reocupada. En ese nuevo periodo de reocupación es relevante el hallazgo de tablillas con inscripciones en lineal B, la escritura micénica.
Al suroeste de esta plaza, en la calle Katré, en 1972 se hallaron otros tres edificios del periodo neopalacial (hacia 1700-1450 a. C.) Por sus hallazgos de tablillas en lineal A y sellos se estima que aquí se hallaba el archivo del centro palacial.
En 1981, en un recinto propiedad de E. Matiulakis, se halló un monumento funerario que se utilizó entre finales del siglo IV a. C. y principios del III a. C., donde fueron enterradas 14 personas de una misma familia, identificados con sus nombres inscritos. Junto a ellos se halló un rico ajuar funerario. Otra tumba monumental con siete cámaras funerarias de época romana fue hallada en 2004 en un recinto propiedad de M. Matiulakis.
En un terreno particular perteneciente a la familia Manolikakis se hallaron en 1992 restos de una necrópolis minoica en la que se han excavado once tumbas del periodo 1400-1200 a. C. Aunque todas ellas habían sido saqueadas, además de huesos se han encontrado algunos restos de vasijas y un sello de ágata. Otras seis tumbas de aproximadamente el mismo periodo histórico se habían hallado en 1986 en un terreno propiedad de Lentaris. Ese mismo año 1986, en la zona donde se estaba construyendo un nuevo parque, se excavaron otras 35 tumbas de diferentes periodos históricos, desde el periodo minoico tardío hasta la época romana.
Otra área de excavación ha sido la calle Daskalogianni, donde se han realizado excavaciones en los años 1989, 1991 y 1997. Los restos de edificios aquí hallados son del periodo minoico neopalacial (hacia 1650-1450 a. C.) Es destacable un espacio singular característico de la civilización minoica que se denomina piscina lustral y que es el único que ha sido hallado en la zona occidental de Creta.
Por otra parte, en 1990 y 1991 se excavó en un recinto de la iglesia de los apóstoles Pedro y Pablo. Se halló un grupo de tres tumbas de cámara subterráneas excavadas en roca que pertenecen aproximadamente a 1375-1250 a. C.
Otra necrópolis se halló en el área de Kuklakis en 2003. Una parte de este yacimiento pertenece al periodo micénico, que incluye 54 tumbas de tres tipos estructurales diferentes. Algunas de ellas eran de guerreros de alto rango, con un ajuar funerario destacado que incluía armas de bronce. Otra parte del yacimiento es del periodo helenístico y también aportó hallazgos destacados en su ajuar, como jarrones, figurillas, monedas, objetos de aseo y adornos.
También en 2003 se realizaron excavaciones en en terreno donde se iba a construir un banco, en el este de la ciudad. Aquí se han hallado restos de edificios residenciales del periodo minoico (fechados hacia 1900-1600 a. C., en el periodo neopalacial). En otra fase histórica hubo aquí un edificio que estuvo en uso entre finales de la época clásica y el periodo helenístico donde se han encontrado pesas de telar, así como fragmentos de vasijas y figurillas. De época romana se han hallado también vasijas y restos de un suelo de mosaico y del periodo otomano también se han encontrado algunos restos de cerámica y otros objetos.
Al sur de la muralla bizantina se hallaron, en 2006, restos de un edificio del periodo prepalacial (2300-1900 a. C.) Se trataba de un edificio de planta trapezoidal, parte del cual quedó destruido con la construcción de la muralla bizantina.
En 2007 se realizó otra excavación en la iglesia veneciana de Ayios Rokos donde se han hallado objetos, que incluyen dos copas de estilo Vasilikí, que muestran que el lugar fue ocupado ya en el periodo prepalacial (hacia 2600-2300 a. C.) y se prolongó hasta 1200-1100 a. C. Hay restos de muros, hogares, conchas y otras herramientas que sugieren que el lugar fue utilizado para preparar alimentos. Otros restos de este lugar son de época clásica.